# Cercle d'échecs de Strasbourg
Le Cercle d'échecs de Strasbourg, ou C.E. Strasbourg, est un club d'échecs français, basé à Strasbourg, en Alsace. Il a remporté les premiers championnats de France d'échecs, et présente des équipes dans plusieurs compétitions, notamment au Top 12, Top 12 féminin et TOP-Jeunes. Il revendique le plus grand nombre de licenciés « A » en France.
La dernière participation du club en Championnat de France d'échecs des clubs est en 2016-1017.

## Histoire
Les échecs se sont développés depuis la fin du XIXe siècle à Strasbourg. Le club actuel a été créé en 1952, sous forme d'association déclarée au tribunal.

## Championnat de France des clubs (Top 12)

### Équipe première
Le C.E. Strasbourg a fait partie des premières équipes à participer au championnat élite français, qui s'appelait alors la Nationale 1. Aujourd'hui, il porte le nom de Top 12. Il est très fort dans les années 1980: entre 1981 et 1988, il termine toujours dans les cinq premiers, et le plus souvent sur le podium.

#### Composition
L'équipe est notamment composée de Vladimir Baklan, Eduardas Rozentalis, Igor Nataf, Tornike Sanikidze, Anatoly Vaisser, Mershad Sharif, Marie Sebag, Colomban Vitoux, ainsi que les vétérans Daniel et Louis Roos.

#### Palmarès
Le club a remporté la Nationale 1, considérée alors comme la division d'élite des échecs (équivalent au Top 12 actuel) à quatre reprises : 1981, 1982, 1983 et 1984. 

Il a aussi terminé deux fois deuxième, en 1985 et 1988.

### Top 12 féminin
L'équipe joue le Top 12 féminin, mais il est également déjà descendu en Nationale 1, l'échelon inférieur. À l'issue de la saison 2015-2016, elle retrouve le Top 12.

## Personnalités

### Actuellement au club
- Vladimir Baklan, GMI
- Igor-Alexandre Nataf, GMI
- Eduardas Rozentalis, GMI
- Tornike Sanikidze, GMI
- Anatoly Vaisser, GMI
- Marie Sebag, GMI